# Raphaël Briard
Pour les articles homonymes, voir Briard.
Raphaël Briard (Dives-sur-Mer, 11 décembre 1914 - Fréjus, 26 mai 1980) est un militaire français, Compagnon de la Libération. Sous-officier des troupes coloniales, il décide, en 1940, de se rallier à la France libre et participe, au sein de la 2e division blindée, aux combats d'Afrique, à la libération de la France et à la campagne d'Allemagne.

## Biographie

### Jeunesse et engagement
Raphaël Briard naît le 11 décembre 1914 à Dives-sur-Mer dans le Calvados d'un père maçon. Il s'engage dans l'armée en 1933 au profit des troupes coloniales. Envoyé en Afrique, il sert comme méhariste dans les unités sahariennes françaises.

### Seconde Guerre mondiale
Au moment de l'armistice du 22 juin 1940, il est en poste à Fort-Lamy au Tchad dans les rangs du groupe nomade du Borkou avec le grade de sergent-chef. Ayant entendu l'appel du général de Gaulle, il décide de poursuivre la lutte et rejoint le Nigeria, colonie britannique, avec plusieurs camarades. Affecté pendant un mois au Nigeria Regiment (en) de l'armée britannique, il s'engage ensuite dans les forces françaises libres et est transféré au bataillon de marche no 4 avec lequel il participe au ralliement du Cameroun et à la campagne du Gabon. Il est ensuite muté au régiment de tirailleurs sénégalais du Tchad (RTST) avec lequel il participe à la bataille de Koufra durant laquelle il est sérieusement blessé par balle le 18 février 1941. Promu adjudant pendant sa convalescence, il retrouve son unité en avril. Il prend part, de février 1942 à mai 1943, aux campagnes du Fezzan et de Tripolitaine.
Il participe, de novembre 1942 à mai 1943, à la campagne de Tunisie à l'issue de laquelle il est promu adjudant-chef. À l'été 1943, lors de la formation de la 2e division blindée (2e DB) à laquelle il est subordonné, le RTST devient régiment de marche du Tchad au sein duquel Raphaël Briard est affecté au 1er bataillon. Transféré en Angleterre en avril 1944, il débarque en août sur les plages de sa Normandie natale. Il participe dès lors au parcours de la 2e DB, de la bataille de Normandie à la campagne d'Allemagne en passant par la libération de Paris et la campagne d'Alsace. Promu sous-lieutenant, il connaît la fin de la guerre à Berchtesgaden.

### Après-guerre
Poursuivant sa carrière militaire, il participe à la guerre d'Indochine avant de prendre sa retraite en 1958 avec le grade de capitaine. Il devient alors directeur régional d'une société technico-commerciale.
Raphaël Briard meurt le 26 mai 1980 à Fréjus et est inhumé à Saint-Raphaël.

## Décorations
|  |  |  |  |  |  |
|  |  |  |  |  |  |
|  |  |  |  |  |  |

| Officier de la Légion d'honneur[Quand ?] | Officier de la Légion d'honneur[Quand ?] | Compagnon de la Libération | Compagnon de la Libération | Médaille militaire             | Médaille militaire             |
| Croix de guerre 1939-1945                | Croix de guerre 1939-1945                | Croix de guerre TOE        | Croix de guerre TOE        | Médaille des blessés de guerre | Médaille des blessés de guerre |
| Médaille coloniale                       |                                          |                            |                            |                                |                                |